# Terry Flanagan
Pour les articles homonymes, voir Flanagan.
Terry Flanagan est un boxeur anglais né le 11 juin 1989 à Ancoats, quartier de Manchester.

## Carrière
Champion britannique des poids super-plumes en 2012, il récidive en 2014 en poids légers puis remporte le titre vacant de champion du monde WBO de la catégorie le 11 juillet 2015 en battant par arrêt sur blessure à l'épaule au 2d round Jose Zepeda. Flanagan conserve son titre le 10 octobre 2015 après sa victoire par arrêt de l'arbitre au 2d round contre l'américain Diego Magdaleno puis aux points contre Mzonke Fana le 16 juillet 2016 et par arrêt de l'arbitre au 8e round contre Orlando Cruz le 26 novembre 2016.
Il récidive le 8 avril 2017 en dominant aux points Petr Petrov puis laisse sa ceinture vacante le 26 octobre 2017 pour poursuivre sa carrière en poids super-légers. Flanagan combat le 9 juin 2018 pour le titre WBO vacant mais s'incline aux points contre Maurice Hooker.